# Slavs Herred
Slavs Herred var et herred i Ribe Amt. Det blev først oprettet i 1552. Tidligere hørte de to nordlige sogne, Grene og Grindsted under Tørrild Herred i Jellingsyssel, og Hegnsvig og Vorbasse sogne under Jerlev Herred i Almindsyssel. Senere kom det under Koldinghus Len (i en kort periode fra 1584 til 1593 under Bygholm Len). Fra 1662 var det under Koldinghus Amt, fra 1796 til 1799 under Vejle Amt og derefter under Ribe Amt.
I herredet ligger følgende sogne:
- Grene Sogn
- Grindsted Sogn
- Hejnsvig Sogn
- Vorbasse Sogn